# I Build This Garden for Us
«I Build This Garden for Us» es un sencillo del artista estadounidense Lenny Kravitz. La canción fue lanzada en 1989 y forma parte del álbum Let Love Rule.
Se trata de una canción que cuenta con una temática religiosa, con potentes riffs de guitarra y voces melódicas. En una entrevista realizada por Vulture, Kravitz afirmó que esta canción es la más autocomplaciente.
John Mackie del periódico Vancouver Sun la declaró «destacada» y señaló que la canción «suena como si hubiera sido teletransportada desde la era dorada de la psicodelia».

## Posicionamiento
| Lista              | Posición |
| ------------------ | -------- |
| Modern Rock Tracks | 25       |
| UK Singles Chart   | 83       |
| Países Bajos       | 51       |
| Australia          | 83       |